# 大沼安史
大沼 安史（おおぬま やすし、1949年2月14日 - 2020年6月22日）は、日本のフリージャーナリスト。宮城県仙台市出身。東北大学法学部卒業。福島原発事故による影響、教育問題、国際問題等を専門とする。生前より電磁波攻撃を受けていると主張し、2020年の死去後も夫人が同様の電磁波被害を受けていると主張している。

## 略歴
- 1971年、北海道新聞入社
- 1995年、同社退社
- 1995年、宮城教育大学講師
- 2000年、青葉学園短期大学助教授
- 2003年、同大学教授
- 2006年 - 2009年、東京医療保健大学教授
- 2020年、6月22日午前10時30分死去

## 主な著書
- 『教育に強制はいらない』欧米のフリースクール取材の旅 1982/2 一光社
- 『教育に強制はいらない〈続〉』パット・モンゴメリー女史来日の記録 大沼安史(編集) 1982/12 一光社
- 『教育改革ワンダーランド』学校システムを構造改革 2003/02 本の泉社
- 『希望としてのチャータースクール』学校を公設民営 2003/10 本の泉社
- 『戦争の闇 情報の幻』“9・11”とイラク戦争をめぐる謀略疑惑 2004/12 本の泉社
- 『緑の日の丸』2007/1 本の森
- 『NONOと頑爺のレモン革命』2009/8 本の森
- 『世界が見た福島原発災害1』海外メディアが報じる真実 2011/5 緑風出版
- 『世界が見た福島原発災害2』死の灰の下で 2011/10 緑風出版
- 『世界が見た福島原発災害3』いのち・女たち・連帯 2012/3 緑風出版
- 『世界が見た福島原発災害4』アウト・オブ・コントロール 2015/3 緑風出版
- 『世界が見た福島原発災害5』フクシマ・フォーエバー 2016/9 緑風出版
- 『世界が見た福島原発災害6』核の地獄を超えて 2017/9 緑風出版
- 『世界が見た福島原発災害7』ニッポン原子力帝国 2019/3 緑風出版

## 翻訳
- 『なんで学校へやるの』ジョン・ホルト アメリカのホームスクーリング運動 1984/2 一光社
- 『フリースクール』 その現実と夢 クレア・コーン, パット・モンゴメリー他 1984/3 一光社
- 『教室の戦略』子どもたちはどうして落ちこぼれるか ジョン・コールドウェル・ホルト 1987/6 一光社
- 『失われゆく子供期』 アメリカ昼間保育の危機 V・P・サーランスキー, 久米 稔他 1990/12 家政教育社
- 『「超」学校』 これが21世紀の教育だ ダニエル・グリーンバーグ 1996/12 一光社
- 『チャータースクール』 あなたも公立学校が創れる アメリカの教育改革 「超」学校 2 ジョー・ネイサン 1997/2 一光社
- 『「超」教育 21世紀教育改革の指針』ダニエル・グリーンバーグ 1998/12 一光社
- 『「超」育児』 潜在能力を壊さない子育て 出産から6歳まで ダニエル・グリーンバーグ1999/4 一光社
- 『操られる死』（安楽死）がもたらすもの ハーバート・ヘンディン 2000/3 時事通信社
- 『地域通貨ルネサンス』 まち起こしマネー戦略 トーマス・グレコ 2001/2 本の泉社
- 『世界一素敵な学校』 サドベリー・バレー物語 ダニエル・グリーンバーグ 2006/4
- 『イラク占領』 戦争と抵抗 パトリック・コバーン 2007/4 緑風出版
- 『自由な学びが見えてきた』 サドベリー・レクチャーズ ダニエル・グリーンバーグ 2008/1 緑風出版
- 『戦争の家 ペンタゴン』 上下巻 ジェームズ キャロル2009/3 2009/12 緑風出版
- 『自由な学びとは』 サドベリーの教育哲学ダニエル・グリーンバーグ 2010/9 緑風出版
- 『諜報ビジネス最前線』エイモン・ジャヴァーズ 2011/8 緑風出版